# The Armoury Show
The Armoury Show es una banda de new wave formada por Richard Jobson (voz), John McGeoch (guitarra), Russell Webb (bajo) y John Doyle (batería) en 1983. Esto ocurrió inmediatamente después de la disolución de The Skids, cuando los miembros de ésta Jobson y Webb se reunieron con McGeoch y Doyle, guitarrista y baterista de la también disuelta banda Magazine, respectivamente, aunque el primero había estado luego en Siouxsie And The Banshees hasta 1982, cuando fue echado.
The Armoury Show sólo sacó un disco y unos cuantos singles en los años 1984, 1985 y 1987. Canciones como Kyrie, Castles In Spain destacaron. En 1986, McGeoch se fue a formar parte de Public Image Ltd. y John Doyle se fue a colaborar con Pete Shelley, cantante de Buzzcocks. En 1988, Jobson y Webb se separan y van a probar como solistas, y este último también va a parar en Public Image Ltd. al lado de McGeoch en 1992.
El nombre de la banda viene de la remembranza de la exposición dadaísta llamada The Armory Show.

## Discografía

### Álbum
- "Waiting For The Floods" (1985)

### Sencillos
- "Castles In Spain" (1984)

### EP
- "Castles In Spain" (1984)